# Закон о натурализации (1790)
Закон о натурализации 1790 года (англ. United States Naturalization Law of March 26, 1790) — первый закон США, регламентировавший предоставление американского гражданства. Действие закона касалось только «свободных белых лиц» с «должными моральными качествами» и оставляло за рамками контрактную прислугу (англ. indentured servant), рабов, свободных негров и, позднее, переселенцев из Азии. Белые женщины также подпадали под действие закона, однако американское гражданство наследовалось только по отцовской линии. Американское гражданство отца — единственный фактор, который позволял претендовать на статус гражданина по рождению (англ. natural born citizen).

## Условия получения гражданства
С целью проверки «должных моральных качеств» для получения гражданства требовалось двухгодичное проживание на территории США, в том числе не менее одного года в конкретном штате. По достижении этого срока иммигрант имел право подать «петицию о натурализации» (англ. Petition for Naturalization) в любой суд общего права, имеющий юрисдикцию в районе проживания. Убедившись в должных моральных качествах заявителя, суд принимал от него присягу на верность Конституции США, секретарь суда делал запись о слушании, после чего заявитель становился гражданином Соединённых Штатов.
Закон гарантировал гражданство США детям граждан, рождённым за рубежом. Они считались гражданами по праву рождения.

## Дальнейшие события
Закон 1790 года был заменён Законом о натурализации 1795 года, который устанавливал пятилетний срок проживания в США для получения гражданства.
Дальнейшие изменения в политике предоставления гражданства последовали во второй половине XIX века после гражданской войны 1861—1865 годов. 14-я поправка к Конституции США в 1868 году гарантировала гражданство всем рождённым на территории США, независимо от расы, гражданства, места рождения родителей, исключая коренных американцев, живших в резервациях. Закон о натурализации 1870 года распространял закон о гражданстве на уроженцев Африки. Решение Верховного Суда США по делу «Соединённые Штаты против Вон Ким Арка» (1898) гарантировало гражданство рождённым в США детям этнических китайцев.
Коренные американцы получили гражданство в 1924 году, независимо от того, принадлежали ли они к официально признанному федеральным правительством племени. К этому времени 2/3 коренных американцев уже были гражданами США. Закон об иммиграции и национальности 1952 года запретил какую-либо расовую или половую дискриминацию при натурализации.